# 1. Fußballliga des Fußballverbandes der Demokratischen Volksrepublik Korea
Die 1. Fußballliga des Fußballverbandes der Demokratischen Volksrepublik Korea (koreanisch 조선민주주의인민공화국) ist die höchste Spielklasse im nordkoreanischen Profifußball. Der erste Platz qualifizierte von 2014 bis 2016 für den kontinental ausgetragenen AFC President’s Cup, ab 2017 für den AFC Cup. Aufgrund der Embargos gegen die nordkoreanische Regierung sind internationale Wechsel nordkoreanischer Spieler, die in Nordkorea spielen, sehr selten.

## Liga- und Pokalsystem

### Ligasystem
In Nordkorea gibt es etwa 130 (Männer-)Fußballklubs, die in drei Klassen eingeteilt sind: die Oberste Klasse mit etwa 16 Teams, die 2. Klasse mit etwa 30 Teams und die 3. Klasse mit etwa 80 Mannschaften.

### Pokalsystem
Seit 2010 treffen sich die Clubs der 1. Fußballliga des Fußballverbandes der Demokratischen Volksrepublik Korea etwa sechsmal im Jahr für 3–4 Wochen, um in einem Turnier (bei dem jeder gegen jeden antritt) den Pokalsieger zu ermitteln. Bis dahin wurden die einzelnen Turniere in einem K.-o.-System ausgetragen.

### Qualifikation Internationaler Pokal
Der amtierende Meister der 1. Fußballliga des Fußballverbandes der Demokratischen Volksrepublik Korea qualifiziert sich automatisch seit 2014 für den in der nachfolgenden Saison stattfindenden AFC Presidents Cup. Das beste Pokalergebnis eines Nordkoreanischen Klubs war das Erreichen des Endspiels der Sportgruppe Rimyongsu 2014. Dies war auch die erste Teilnahme eines nordkoreanischen Vereines an einen internationalen Turnier.

## Meister
- 1960–1984: nicht bekannt
- 1985 – 25. April SC
- 1986 – 25. April SC
- 1987 – 25. April SC
- 1988 – 25. April SC
- 1989 – Chandongja SC
- 1990 – 25. April SC
- 1991 – Pjöngjang SC
- 1992 – 25. April SC
- 1993 – 25. April SC
- 1994 – 25. April SC
- 1995 – 25. April SC
- 1996 – Kigwancha SC
- 1997 – Kigwancha SC
- 1998 – Kigwancha SC
- 1999 – Kigwancha SC
- 2000 – Kigwancha SC
- 2001 – Amrokgang SC
- 2002 – 25. April SC
- 2003 – 25. April SC
- 2004 – Pjöngjang SC
- 2005 – Pjöngjang SC
- 2006 – Pjöngjang SC
- 2007 – Pjöngjang SC
- 2008 – Pjöngjang SC
- 2009 – Pjöngjang SC
- 2010 – 25. April SC
- 2011 – 25. April SC
- 2012 – 25. April SC
- 2013 – 25. April SC
- 2014 – Hwaebul Sports Club[1][2]
- 2015 – 25. April SC
- 2016 – Hwaebul Sports Club
- 2017 – 25. April SC
- 2017/18 – 25. April SC
- 2018/19 – 25. April SC
- 2019/20 – abgebrochen
- 2020/21 – nicht ausgetragen
- 2021/22 – 25. April SC
- 2022/23 – 25. April SC